# Adeudo por domiciliación
El adeudo por domiciliación o domiciliación bancaria es un tipo de transacción u operación bancaria por la que el banco carga o adeuda un recibo en la cuenta bancaria de un cliente sin la intervención de este. El adeudo por domiciliación se define por los siguientes parámetros:
- Corresponden habitualmente a abonos por servicios o usos de carácter periódico a cargo del consumidor final.
- Son pagaderos a su presentación.
- Debe constar como domicilio de pago el Código Cuenta Cliente (CCC)- o International Bank Account Number (IBAN), es decir entidad, Oficina, Domiciliaria, Dígitos de control y número de cuenta, aunque la carencia de este requisito es subsanable.[2]
- Existe autorización previa expresa por parte del titular de la cuenta de cargo para que todas las órdenes de adeudo de iguales características puedan ser imputadas en cuenta sin preaviso.
- No implica financiación o anticipo de fondos para la Entidad Receptora, ni desplazamiento de valoración.

Mediante este método se le da permiso a una empresa normalmente de servicios (agua, ayuntamiento, teléfono, gas, etc.) para que cobre automáticamente de la cuenta sin mediación de cliente. Este método también puede ser usado por un banco para ingresarse una cantidad de dinero de otro banco sin ningún coste. Una vez cobrado el adeudo, si este es menor de 3000€, se dispone de 30 días naturales + 2 hábiles para deshacer el cobro.
Aunque la regulación lo permita en algunos países, normalmente la domiciliación no conlleva gastos ni comisiones para el consumidor final, pero sí para la entidad ordenante. La entrada en vigor de la Directiva sobre la Zona Única de Pagos en Euros (Directiva 2007/64/CE de 13 de noviembre), sobre servicios de pago en el mercado interior, supone una modificación sustancial del adeudo por domiciliación, tanto en forma como en plazos.